# Ichneumon phalli
Ichneumon phalli là một loài tò vò trong họ Ichneumonidae.